# 卡拉耶布
卡拉耶布 (阿拉伯语：‎，羅馬化：al-Kharāyab) 是黎巴嫩南部省锡顿区的一个历史悠久的城镇。该镇位于贝鲁特以南77 km（48 mi），平均海拔190米（620英尺）。卡拉耶布拥有丰富的历史遗产，考古发掘揭示了从史前时期到奥斯曼帝国时期的复杂定居历史。值得注意的是，卡拉耶布的起源可追溯到波斯帝国（公元前539–330年），当时它在该地区的农业和经济景观中发挥了关键作用，并在公元前6世纪左右建造了其卡拉耶布腓尼基神庙。

## 历史
对卡拉耶布及其周边地区的考古发掘揭示了从史前时期到奥斯曼黎巴嫩（1516–1918年）的复杂定居景观。卡拉耶布地区自中更新世以来就有人居住，这一点从大量的燧石工具中得以证明。 历史时期农业利用的最早迹象来自卡拉耶布附近的Jemjim遗址，在那里发现了一块来自铁器时代的石碑。 发掘还发现了一个拥有复杂蓄水池系统的农村定居点，时间可追溯到铁器时代，以及表明可追溯到公元前第二千年的陶器残留物。

在被波斯统治的时期（公元前539–330年），腓尼基经济繁荣，沿海城市人口增长，迫切需要优化各自领土内的资源。通过建立古代农村农业中心，确保了提尔的生计。这些农业中心从海岸延伸至南巴勒斯坦，尤其是靠近河流的地区，在提尔的经济中发挥了重要作用，并见证了一系列计划定居点的形成。 在农业发展得到安定后，卡拉耶布镇得以扩展，并在公元前6世纪左右开始建造其卡拉耶布腓尼基神庙。

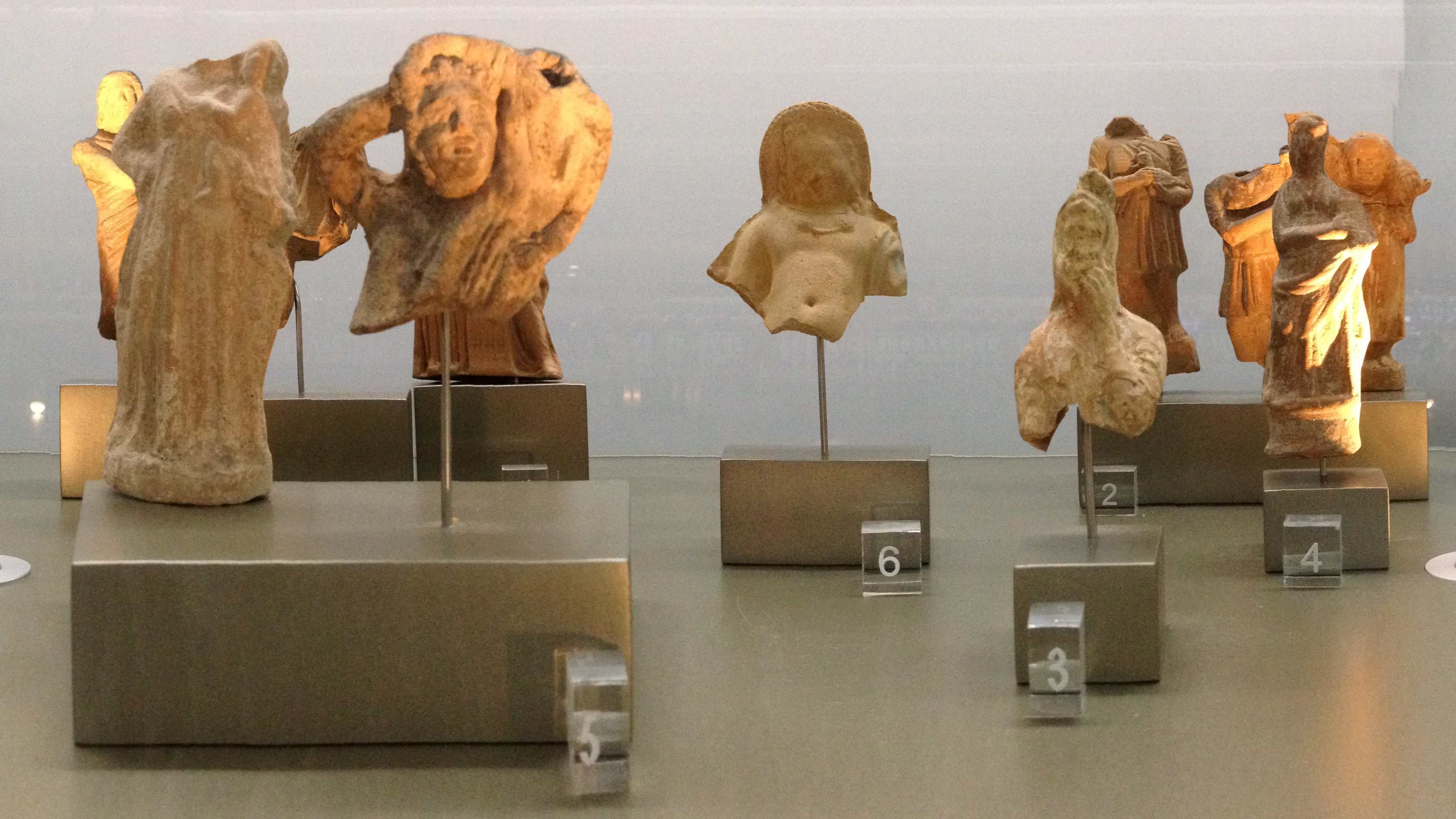
卡拉耶布和提尔希腊化时期（公元前330–31年）的陶制小雕像，展示了希腊的影响，现藏于贝鲁特-拉菲克·哈里里国际机场的展柜中

现代卡拉耶布镇可以追溯到19世纪中叶，当时它及其周边地区属于扎拉里耶居民那素福·阿萨德所有。出于经济原因或当时的封建制度，卡拉耶布的所有权转移到了著名的锡顿家族。根据当地记载，1885年，阿萨德家族与锡顿家族在今天被称为Dahr Al-Awamid（柱基凸起）的地区举行了会议。 家族族长“Qadura Agha”去世后，所有权传给了他的三个儿子：Raf'at、Bahjat 和 Muhtaram。他们每个人都居住在村里，邻近地区的家庭开始迁入。 1925年，在叙利亚和黎巴嫩委任统治期间，Qaddura家族开始向村民出售土地。富裕家庭购买了土地，而较贫困的家庭则共同筹集资金购买土地。

## 地理
卡拉耶布位于锡顿区的南部省。它位于首都贝鲁特以南77 km（48 mi），北靠利塔尼河。总面积6.44平方（2.49平方英里），平均海拔190米（620英尺）。 北边与阿德隆和库塔里耶特·阿尔-里兹接壤。东边与Arzai和Zrarieh接壤，南边由利塔尼河界定。地中海位于西边。

## 人口
2006年约有9,000名居民，人口以什叶派穆斯林为主。 居民家庭包括Akkoush、Dihini、Darr、Hammoud、Farkouh、Hayek、Hammadah、Zein、Bilal、Ezzeddin、Khalil、Tabbal、Hamdan、Shuman、Sharqaoui、Sbeity、Khalifa、Marwa、Kujuk、Ghazi、Saghir、Saab、Shour、Hraybi、Arrajah、Wehbi、Hijazi、Khalili、Jezzini、Al-Asaad、Saleh、Rahhal、Ismail、Al-Hajj、Haydar、Hani、Akhdar、Raad、Musa、Al-Faris、Hamdoun、Jawad、Hurani、Nasrallah、Ghoul、Ar-Rayes、Al-Hajj Mohammad、Al-Ali、Ahmed、Hussein、Kassirah、Kassem、Nasser。

## 文化地标
该镇以其腓尼基神庙以及数千件奉献的陶制小雕像而闻名，这些发现有助于揭示当地腓尼基农村人口在铁器时代、波斯时期和希腊化时期的文化和宗教实践。